# Club Deportivo Real Bucaramanga
El Club Deportivo Real Bucaramanga es un club de Fútbol Sala de Bucaramanga que participa en la Liga Colombiana de Fútbol Sala. Se fundó el 22 de diciembre de 2010.

## Historia
Real Bucaramanga nació el 22 de diciembre de 2010, con la gestión de Julio Torres Vega, René Rincón Torres (Director Técnico), Milton Arciniegas Ayala y Jaime Ordóñez Ordoñez (Presidente de la Liga Santandereana de Fútbol), con el objetivo de participar en la naciente Liga Argos Futsal FIFA en el año 2011. 
El nombre nace de una extracción de los nombres de los dos clubes profesionales de fútbol que existen en la ciudad de Bucaramanga: Real Santander y Atlético Bucaramanga, formando el nombre de "Real Bucaramanga". Así mismo, es una escuela de formación deportiva para las futuras promesas del fútbol.
Inicialmente competía en la liga como un equipo semiprofesional ya que sus jugadores en su mayoría eran estudiantes de las universidades públicas existentes en la ciudad de Bucaramanga: la Universidad Industrial de Santander (UIS) y las Unidades Tecnológicas de Santander (UTS), por lo que sus resultados en materia deportiva no eran los mejores. Pero a partir del año 2014, con el ingreso como mánager deportivo del señor Henry Vargas, antiguo dueño del equipo profesional de microfútbol Bucaramanga FSC, se decide dar el salto como equipo profesional buscando mejores resultados en materia deportiva. Se contratan jugadores de jerarquía y recorrido profesional como los venezolanos Rosward Manzanares y Jose Falcón (este último proveniente del Bucaramanga FSC de microfútbol), los colombianos Angellot Caro, Angelo Monroy, Jesús Gualdrón, el arquero Jose Bravo (los tres últimos provenientes del Bucaramanga FSC), entre otros y un técnico de experiencia como el venezolano Eudo Villalobos; llevando al equipo a una época gloriosa ganando 2 Ligas Locales y 1 Copa Libertadores de futsal Zona Norte.
En su época semiprofesional el escenario para los partidos de local era el Coliseo de la Universidad Industrial de Santander; a partir del año 2014, cuando se convierte en equipo profesional, se traslada al Coliseo Bicentenario Alejandro Galvis Ramírez, ubicado en la Villa Olímpica de la ciudad de Bucaramanga, como estrategia para que este escenario y la ciudad sea una de las sedes para el Mundial de Futsal FIFA 2016. Debido a los altos costos que genera el solicitar prestado a la ciudad el Coliseo Bicentenario, luego de las adecuaciones hechas para albergar partidos del mundial de futsal, Real Bucaramanga se vio en la necesidad de trasladar su localía, desde 2016, al Coliseo Edmundo Luna Santos, donde también se juegan partidos de fútbol de salón o microfútbol, deporte que está regido con reglas de la AMF.

## Escuela de fútbol
El Real Bucaramanga, aparte de ser un equipo de fútbol sala, es una escuela de formación para jugar al fútbol, con sede administrativa en Bucaramanga y los entrenamientos en el Estadio Alfonso López. La escuela cuenta con el apoyo del periódico Vanguardia Liberal y los clubes de fútbol Atlético Bucaramanga y Real Santander. 

### Categorías
- Sub-6
- Sub-7
- Sub-8
- Sub-9
- Sub-10
- sub-11
- Sub-12
- Sub-13
- Sub-14
- Sub-15
- Sub-16
- Sub-17
- Sub-18

## Palmarés

### Torneos nacionales
| Competición                          | Títulos                  | Subtítulos |
| ------------------------------------ | ------------------------ | ---------- |
| Liga Colombiana de Fútbol Sala (3/1) | 2014 II, 2015 I, 2016 II | 2014 I     |
| Superliga Argos Fútsal (0/1)         |                          | 2016       |

### Torneos internacionales
| Competición                            | Títulos | Subtítulos |
| -------------------------------------- | ------- | ---------- |
| Copa Libertadores de futsal Zona Norte | 2015    |            |
| Copa Libertadores de fútbol sala       |         | 2015       |

## Datos del Club
- Temporadas en la Liga: 13[3]
- Mejor puesto en la Liga: Campeón 2014 II, Campeón 2015 I, Campeón 2016 II
- Participación en Copa Libertadores: 1
- Mejor puesto en la Copa: Campeón Zona Norte 2015, subcampeón de la Copa Libertadores 2015

### Entrenadores
- René Rincón: 2011-2013, 2015 I (los partidos de la Final)
- Eudo Villalobos: 2014
- Freddy Gonzales: 2015 I
- Englebeth Vergel: 2015 II - Actual

## Plantilla

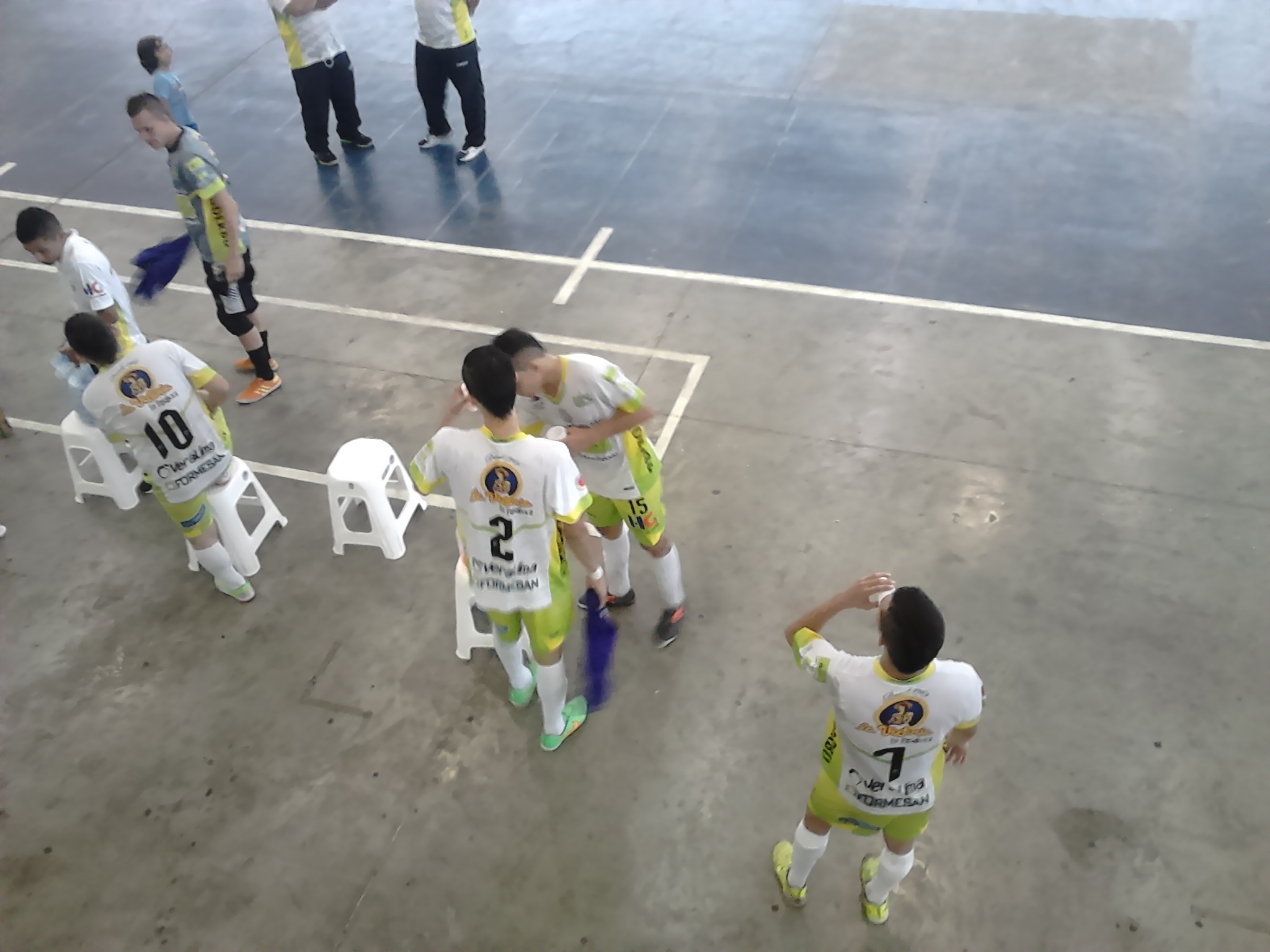
Jugadores del Bucaramanga luego de un partido de semifinales en Santiago de Cali.

| Dorsal | Nacionalidad | Jugador           |
| ------ | ------------ | ----------------- |
| #      | Colombia     | José Bravo        |
| #      | Colombia     | Wilmer Ortiz      |
| #      | Colombia     | Miguel Arciniegas |
| #      | Colombia     | Jorge Barbosa     |
| #      | Colombia     | Derly Delgado     |
| #      | Colombia     | Jhonatan García   |
| #      | Colombia     | Camilo Flórez     |
| #      | Colombia     | Diego Duarte      |
| #      | Colombia     | Jeison Jaramillo  |
| #      | Colombia     | Bryan Monroy      |
| #      | Colombia     | Jhon Monroy       |
| #      | Colombia     | Arley Montoya     |
| #      | Colombia     | Jhon Poblado      |
| #      | Colombia     | Camilo Rincón     |
| #      | Colombia     | Camilo Jaimes     |
| #      | Colombia     | Eduard Carvajal   |
| #      | Colombia     | Harold Florez     |
| #      | Colombia     | Edgar Ovalle      |
| D.T    | Colombia     | Englebeth Vergel  |